# Hurlingham
Hurlingham este un oraș din provincia Buenos Aires, Argentina. În 2010 avea o populație totală de 60.275 de locuitori.

## Vezi și
- Listă de orașe din Argentina

## Legături externe
- Pagina oficială a orașului Hurlingham es

1. ↑   (PDF) http://www.estadistica.ec.gba.gov.ar/dpe/images/Poblaci%C3%B3n_4.pdf Lipsește sau este vid: |title= (ajutor)